# Liste der Monuments historiques in Riec-sur-Bélon
Die Liste der Monuments historiques in Riec-sur-Bélon führt die Monuments historiques in der französischen Gemeinde Riec-sur-Bélon auf.

## Liste der Bauwerke
| Bezeichnung                      | Beschreibung | Standort | Kennzeichnung | Schutzstatus | Datum | Bild           |
| -------------------------------- | ------------ | -------- | ------------- | ------------ | ----- | -------------- |
| Allée couverte von Kerantiec     |              | (Lage)   | PA00090396    | Classé       | 1953  | weitere Bilder |
| Château de Bélon                 | Schloss      | (Lage)   | PA29000100    | Inscrit      | 2017  |                |
| Dolmen von Kerscao               |              | (Lage)   | PA00090397    | Inscrit      | 1971  | weitere Bilder |
| Stèle protohistorique in Penlann |              | (Lage)   | PA00090398    | Inscrit      | 1971  | weitere Bilder |

## Liste der Objekte
- Monuments historiques (Objekte) in Riec-sur-Bélon in der Base Palissy des französischen Kultusministerium